# 조지아의 캘리그래피
조지아의 캘리그래피(조지아어: ქართული კალიგრაფია)는 캘리그래피의 일종 또는 3개의 조지아 문자를 사용한 조지아어의 예술적 글이다.
조지아는 오랜 캘리그래피학문 전통이 있다. 초기의 여러 세기를 거치는 동안 손으로 쓴 책들은 조지아의 문화적, 국가적 현상으로 되었다. 기독교는 조지아 문학 생활에 막대한 역할을 했는데 조지아 정교회와 수도자들이 사본과 모든 조지아인 국가의 역사적 기록을 만듦으로써 조지아의 글을 쓰는데 헌신했기 때문이다.

## 갤러리

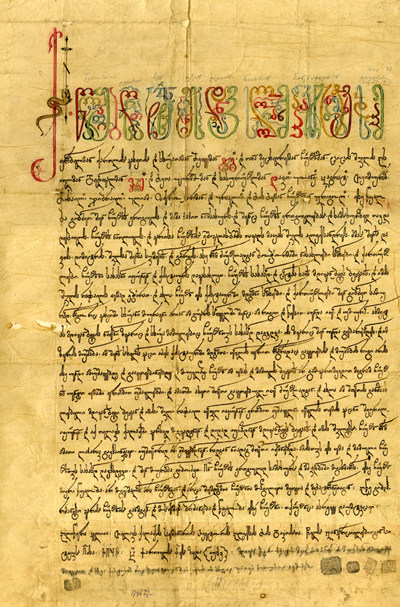
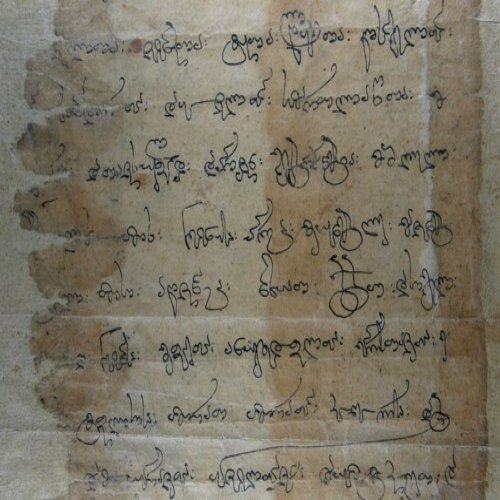
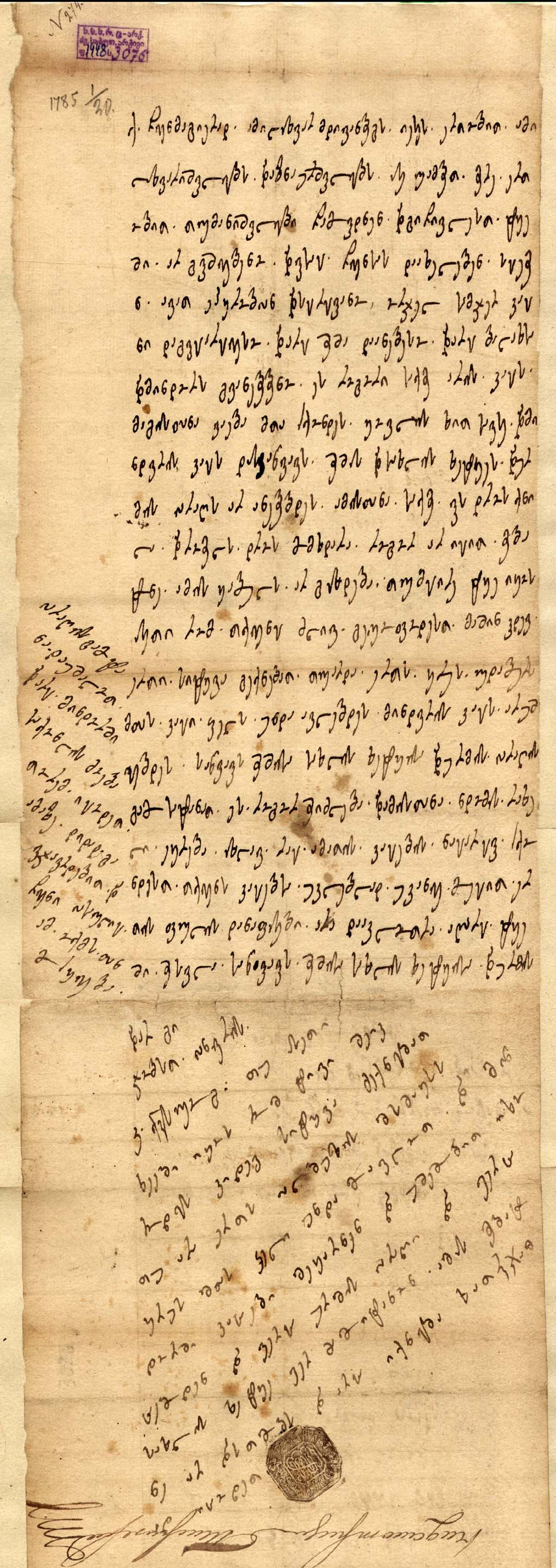
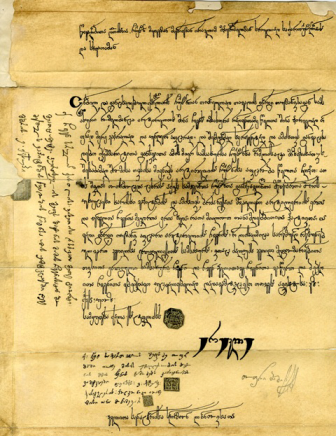
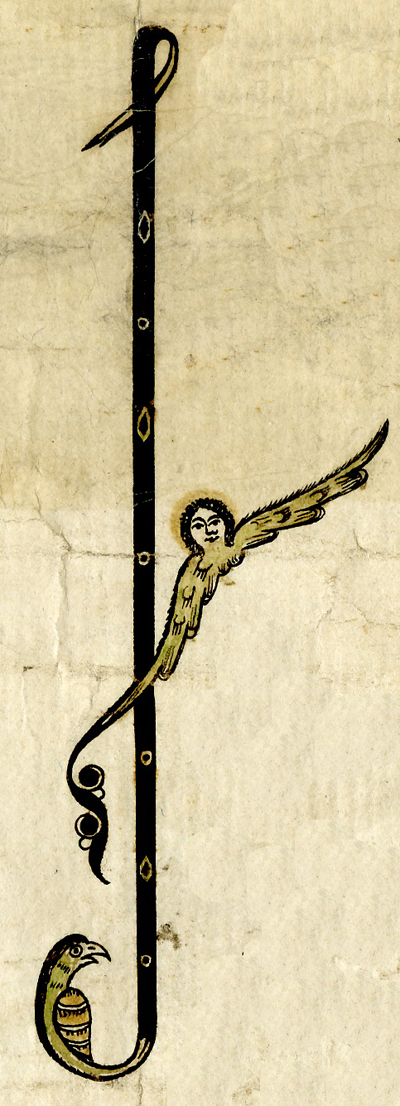
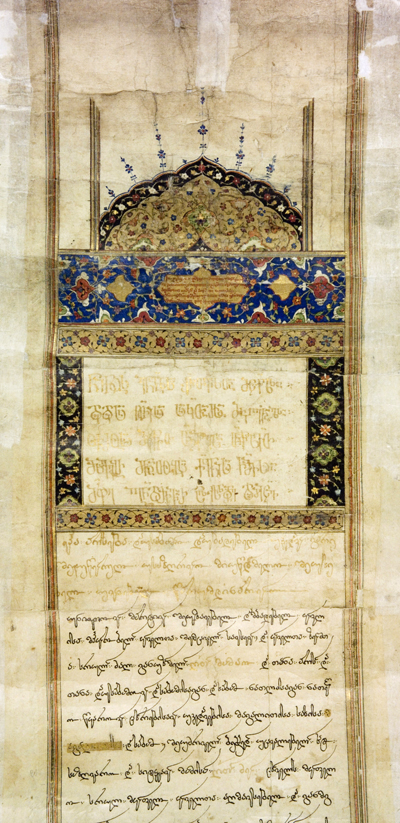
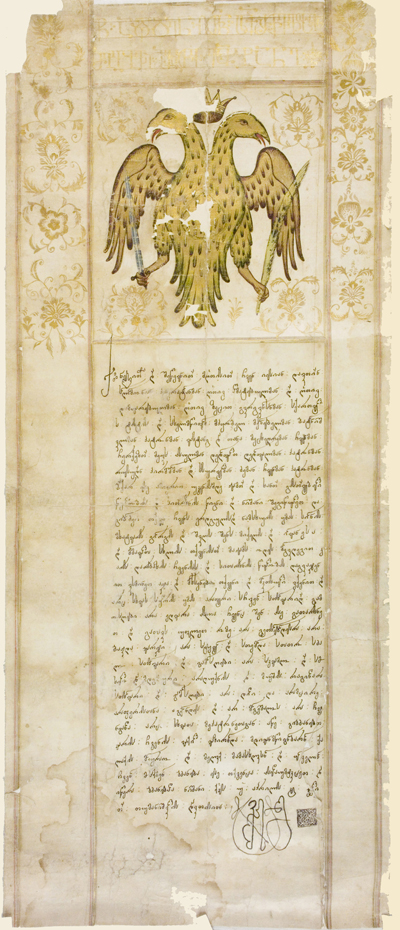
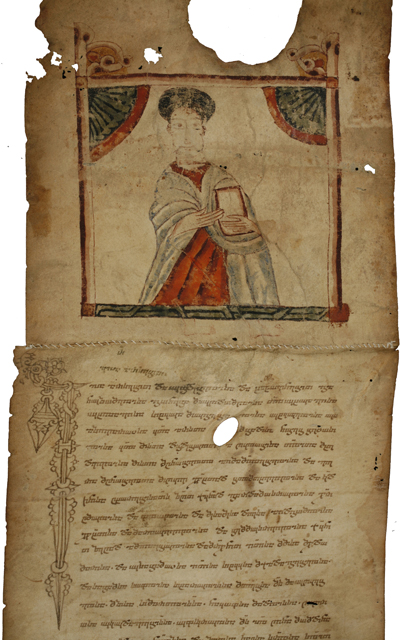
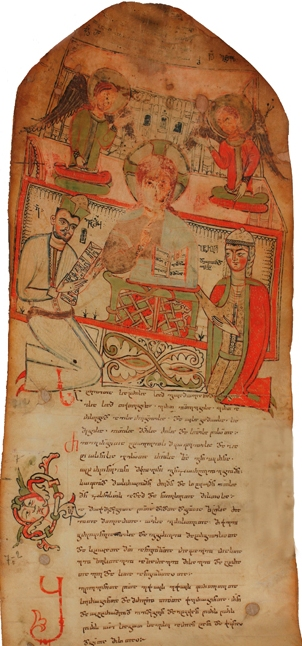
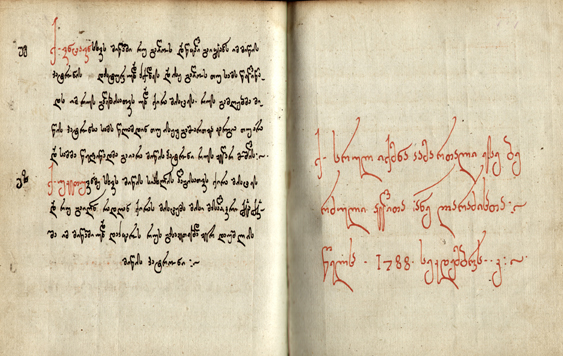
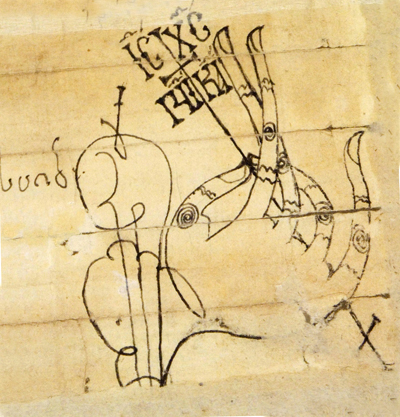
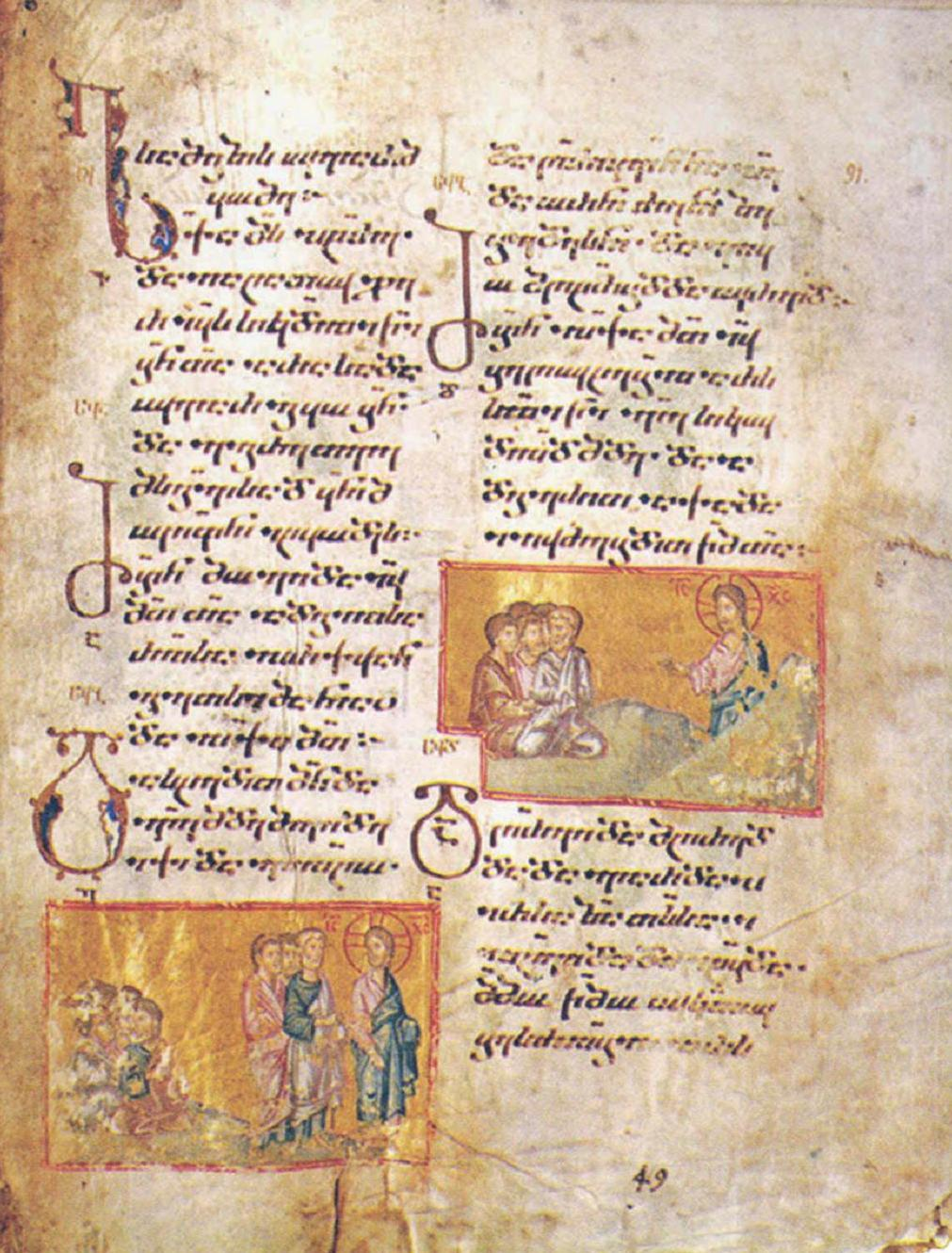
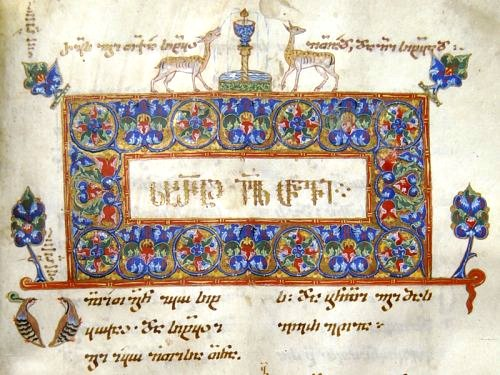
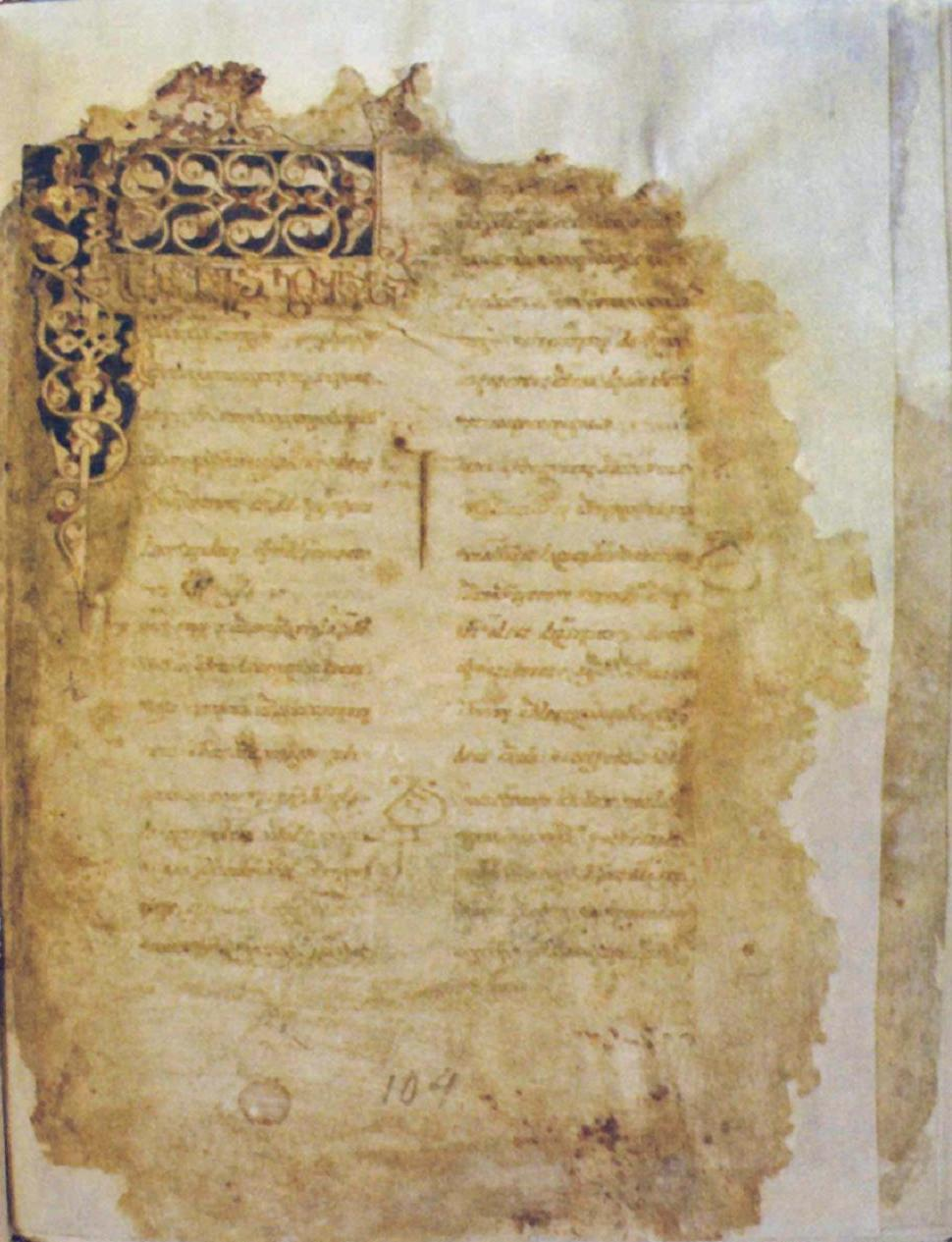
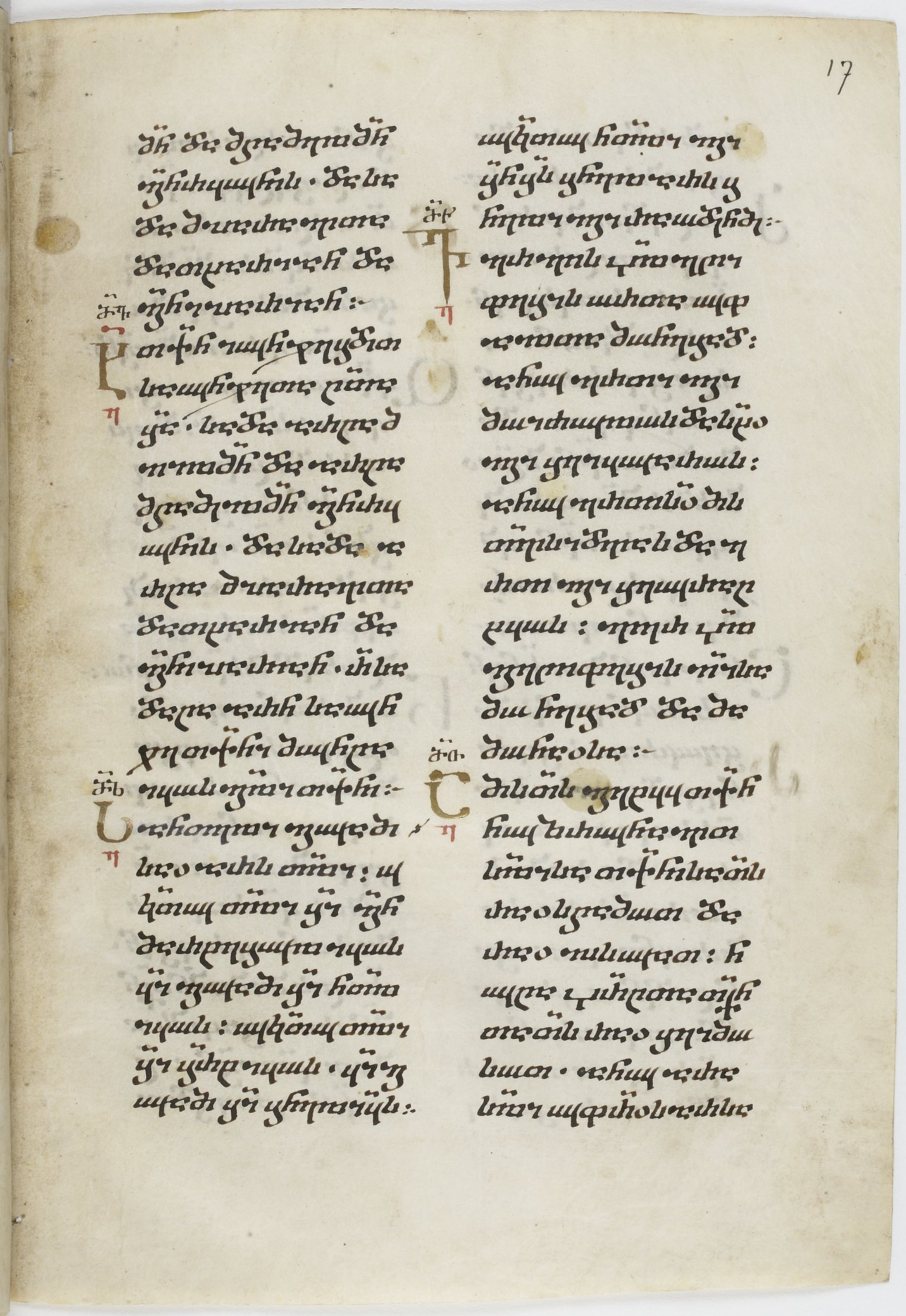
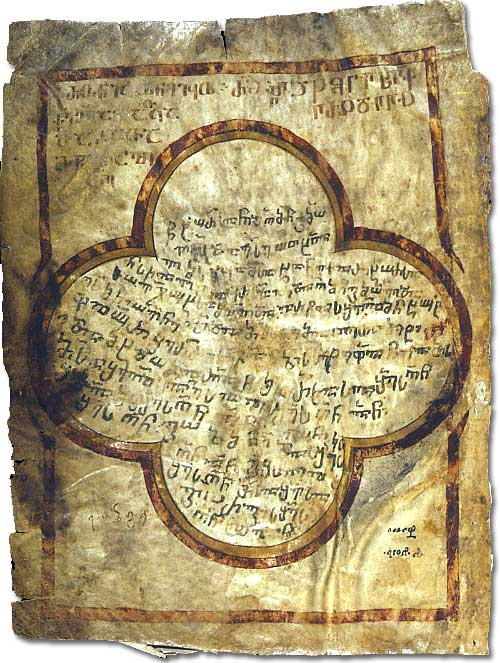
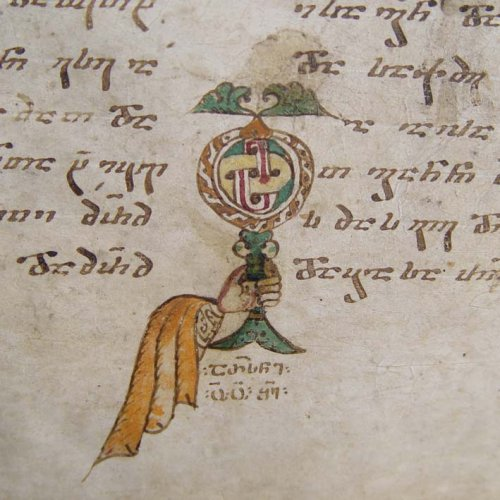
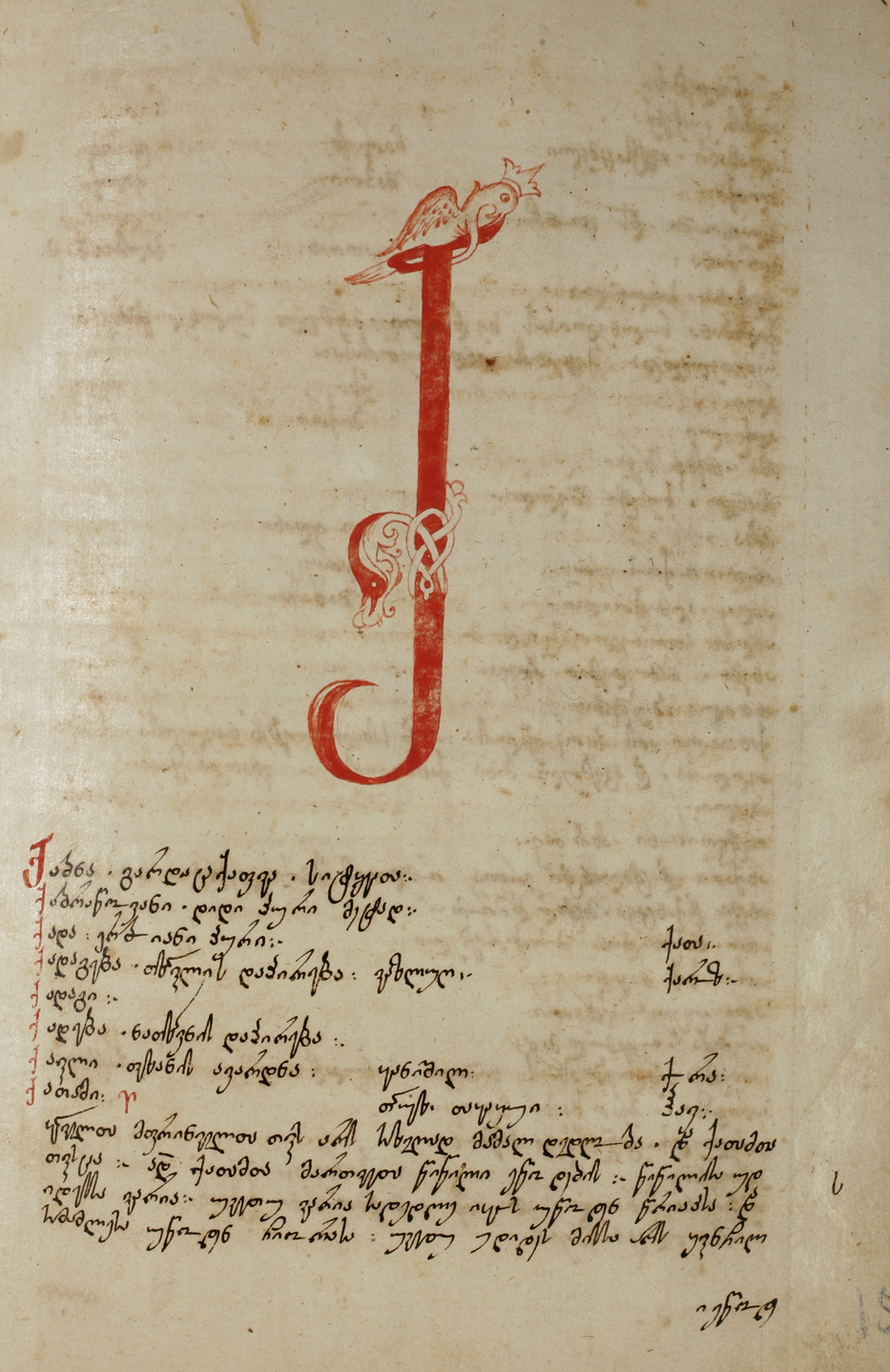
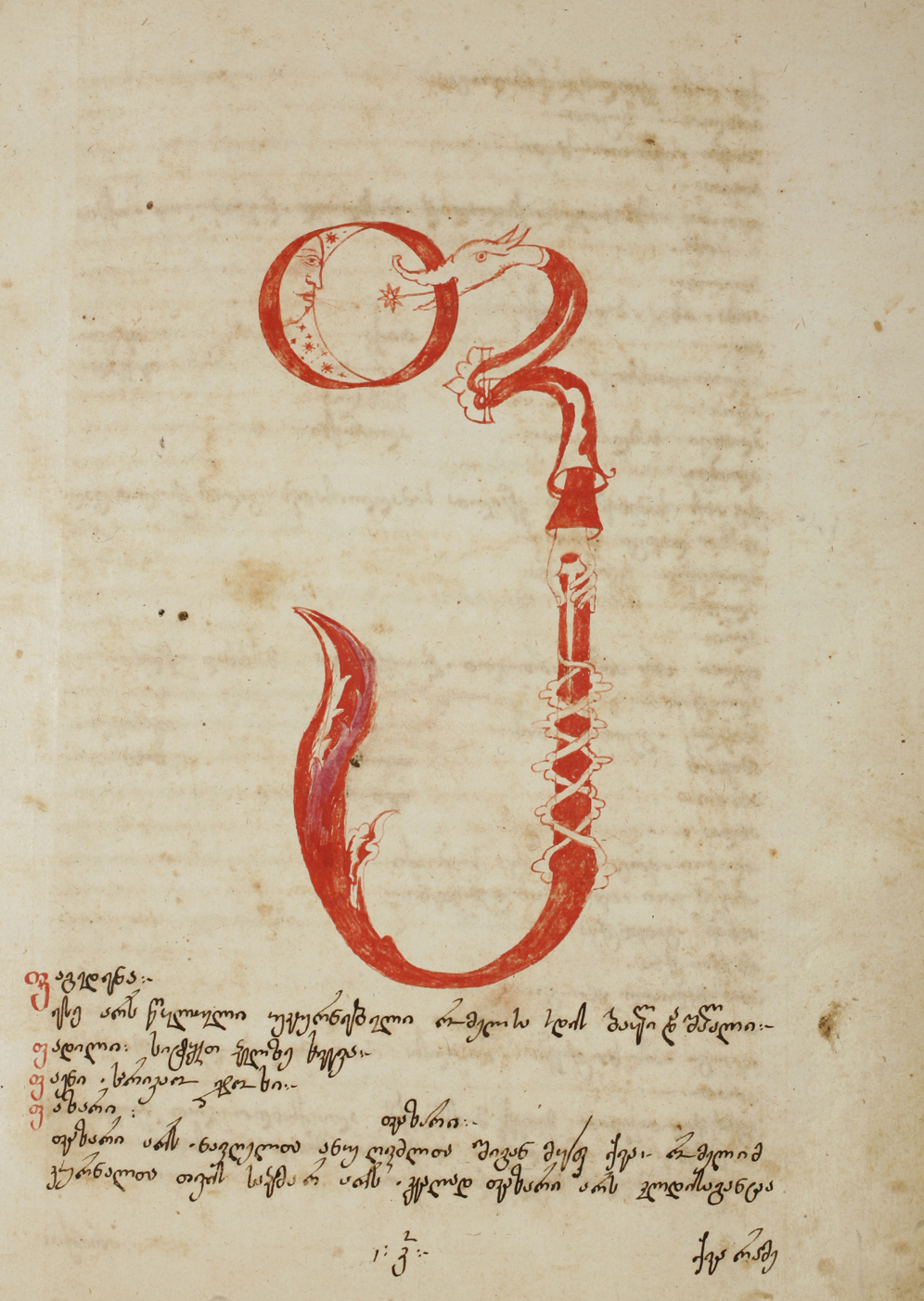
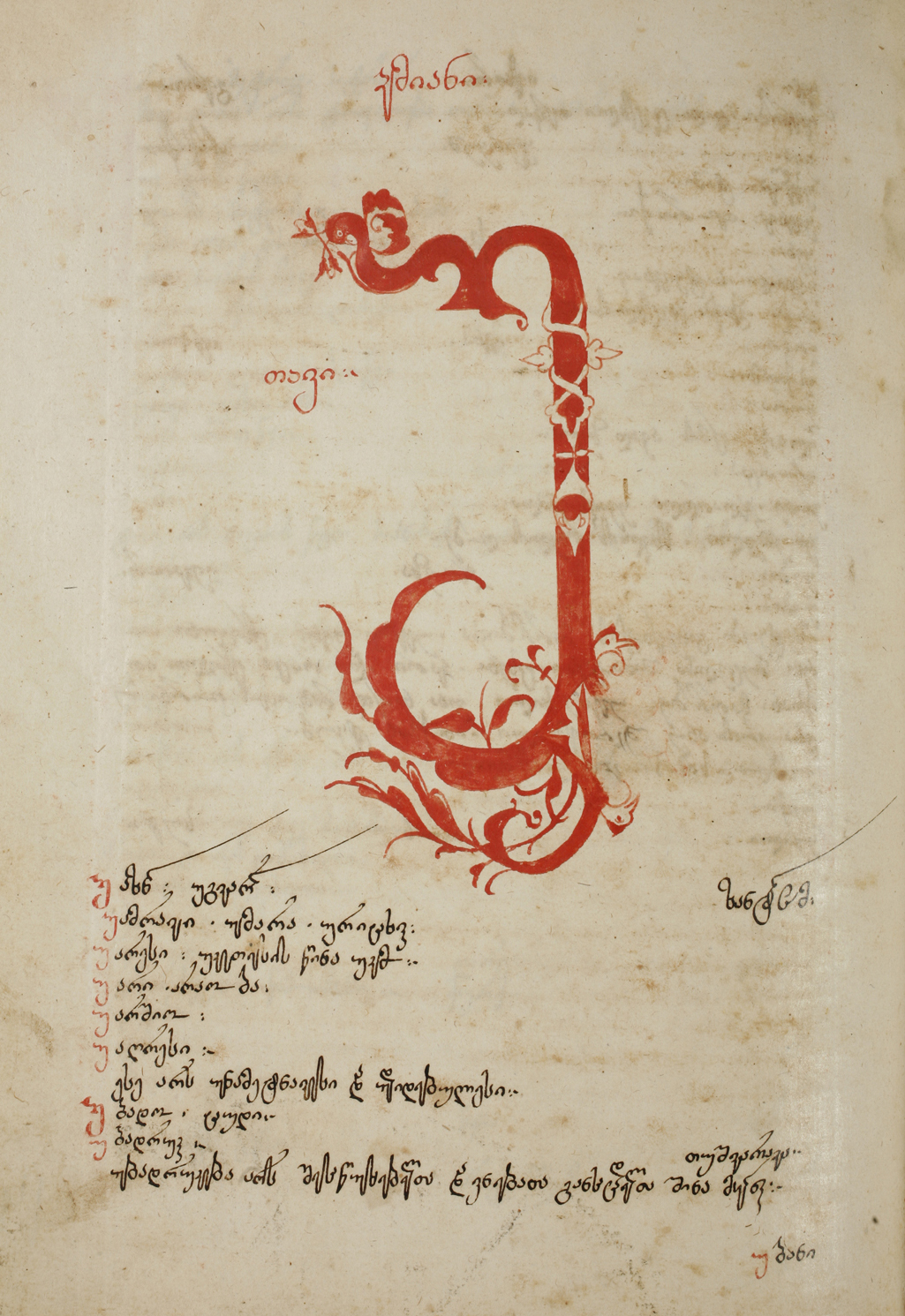
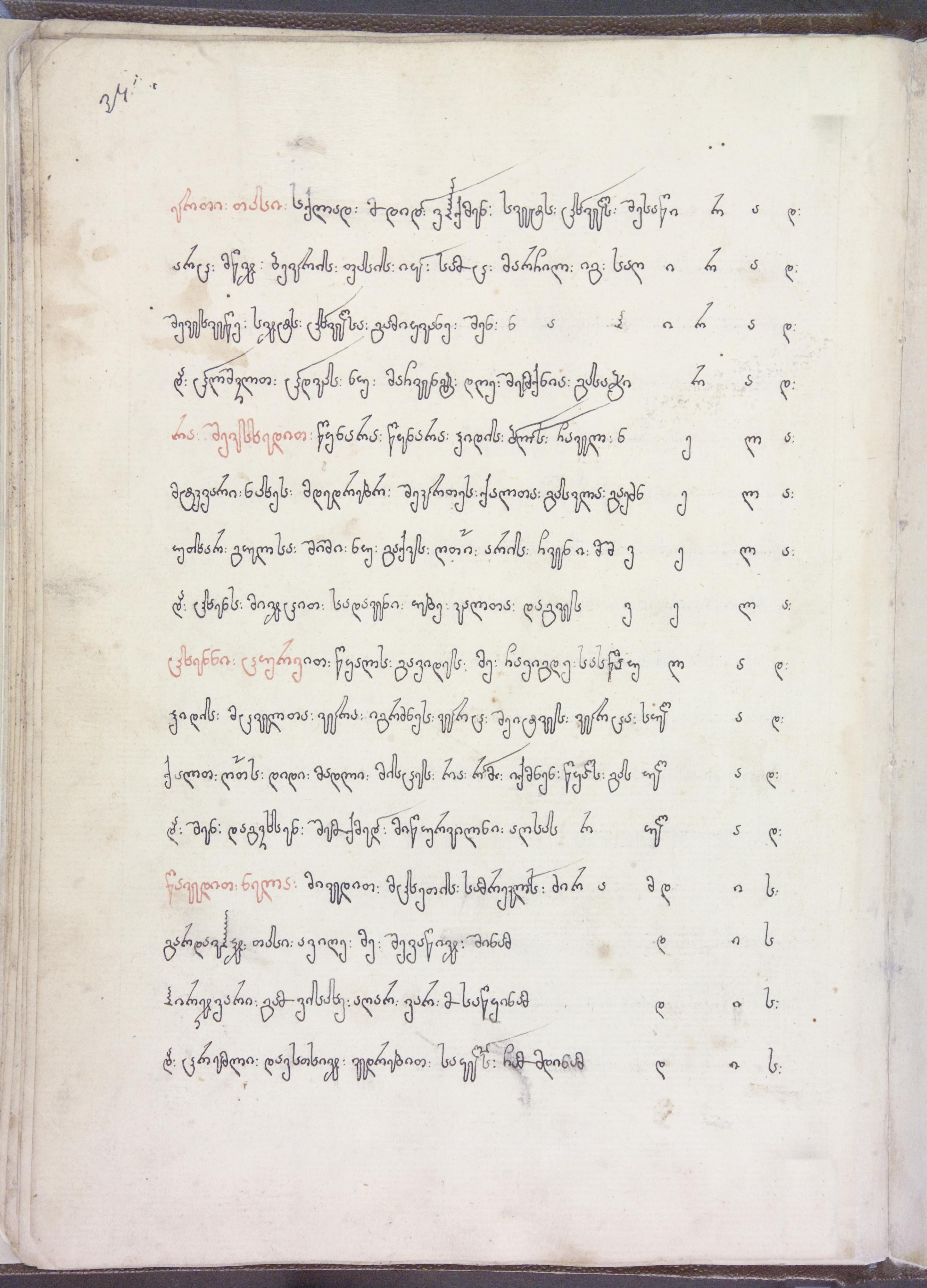
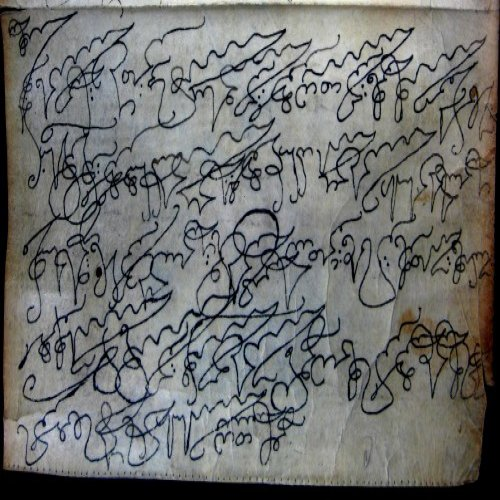
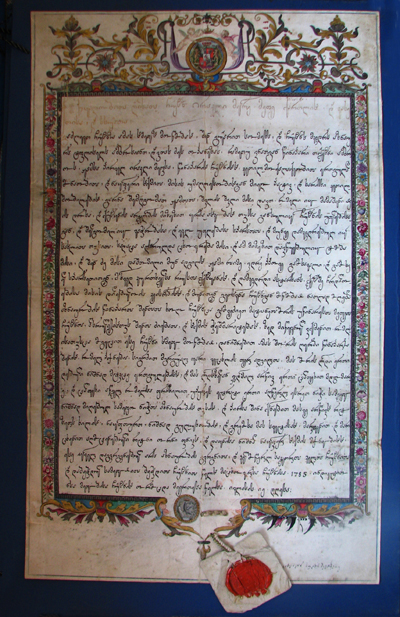
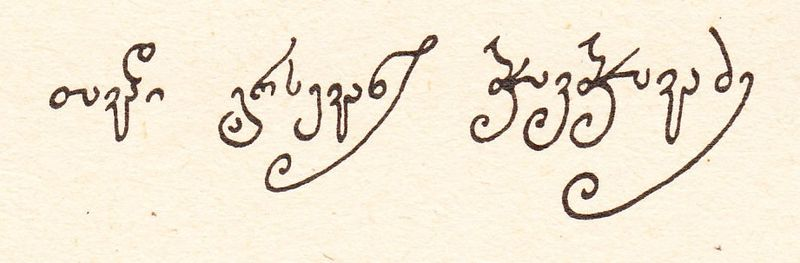

## 조지아의 캘리그래퍼
- 이베리아의 요한 (10세기)
- 성산 아토스의 조지 (11세기)
- 니나 수블라티 (현대)